# Enrique Tarrio
Enrique Tarrio Jr. (Miami, 1984) è un attivista statunitense condannato per sedizione, leader del gruppo di estrema destra Proud Boys accusato di promuovere la violenza politica negli Stati Uniti d'America.
Nel 2020 si è candidato alle elezioni primarie repubblicane per il 27º distretto congressuale della Florida, ma in seguito ha rinunciato alla candidatura. Tarrio è il responsabile per lo stato della Florida dell'organizzazione Latinos for Trump.
Al centro di numerose controversie per le sue posizioni politiche di estrema destra nonché per la violenza promossa dal suo gruppo e per gli episodi violenti in cui è stato coinvolto, nel gennaio 2021 è stato arrestato e successivamente condannato a cinque mesi di carcere per distruzione di proprietà privata nel tentativo di incendiare uno striscione del movimento Black Lives Matter apposto su una chiesa e per possesso di un caricatore illegale a Washington. Il 5 settembre 2023 Tarrio è stato condannato a 22 anni di reclusione per «cospirazione sediziosa» e per il suo ruolo nell'aver diretto l'assalto al Campidoglio degli Stati Uniti d'America del 2021 per poi essere graziato nel 2025 dal Presidente degli Stati Uniti Donald Trump.

## Vita privata
Henry Tarrio è nato nel 1984 (altre fonti riportano 1985) ed è cresciuto a Little Havana, un sobborgo di Miami. Tarrio è di origine cubana e si identifica come afrocubano. Nel 2004 Tarrio si trasferì in una piccola cittadina rurale nel nord della Florida per gestire una fattoria e un business di pollame ma non molto tempo dopo ritornò a Miami dove fondò una società produttrice di dispositivi antifurto e un'altra specializzata in tracciamenti GPS per alcune compagnie. Tarrio gestì inoltre un business specializzato in magliette e merchadise di estrema destra chiamato 1776 Shop, per il quale produsse magliette con slogan resi famosi dai Proud Boys come "Pinochet did nothing wrong", "Roger Stone did nothing wrong" e "Kyle Rittenhouse did nothing wrong".

### Ruolo nei Proud Boys
I Proud Boys sono un gruppo di estrema destra e esclusivamente aperto agli uomini che promuove ed è rimasto coinvolto in numerosi episodi di violenza politica negli Stati Uniti. Tarrio si unì al gruppo ad un evento avvenuto nel maggio del 2017 a Miami, organizzato dal l'attivista di estrema destra Milo Yiannopoulos, in cui membri dei Proud Boys lo incoraggiarono ad unirsi a loro. Nel'agosto del 2017 Tarrio partecipò alla manifestazione Unite the Right avvenuta a Charlottesville in Virginia. Ha affermato di parteciparvi per protestare contro la rimozione di alcuni monumenti di figure Confederate sudiste.
Nel 2018 Tarrio divenne membro di quarto grado dei Proud Boys, una specifica distinzione riservata a coloro che hanno uno scontro fisico per la loro causa avendo picchiato una persona sospettata di essere un antifa. Divenne capo dell'organizzazione il 29 novembre del 2018, succedendo a Jason Lee Van Dyke, il quale fu leader del gruppo per soli due giorni, e a Gavin McInnes, predecessore di Van Dyke. McInnes stesso propose Tarrio come possibile successore, e in questo ruolo entrambi parteciparono ad alcune conferenze con Steve Bannon, ex-"capo stratega della Casa Bianca" nei primi mesi dell'amministrazione di Donald Trump.
Tarrio partecipò ad una marcia pro-Trump il 12 dicembre 2020 tenutasi a Washington,insieme ad altri duecento membri dei Proud Boys. In seguito alla manifestazione è stato arrestato per distruzione di proprietà privata nel tentativo di incendiare uno striscione del movimento Black Lives Matter apposto su una chiesa della città. Nel agosto del 2021 è stato condannato a cinque mesi di carcere per i danni causati oltre che per possesso di armi illegali.
Nel gennaio del 2021, un'inchiesta dell'agenzia di stampa Reuters riportò che tra il 2012 e il 2014 Tarrio ha rivestito il ruolo di informatore per le forze dell'ordine federali e locali. Questa inchiesta causò scalpore e divisioni al'interno del movimento Proud Boys. Successivamente all'assalto a Capitol Hill del gennaio 2021, cui parteciparono membri dell'organizzazione, molte succursali si separarono dal gruppo adducendo inoltre come motivazione il passato di Tarrio in qualità di informatore per la polizia accusando Tarrio di aver messo a rischio i suoi membri e l'integrità dell'intero gruppo. Tarrio non era tra i Proud Boys che parteciparono all'assalto del campidoglio in quanto era stato arrestato due giorni prima a Washington D.C. e essere stato allontanato dalla città. Successivamente ha affermato che non avrebbe né supportato né condannato l'assalto non avendo alcuna simpatia per i politici mirino dell'attacco.
Nel maggio 2023, il tribunale federale di Washington ha condannato Tarrio e altri tre membri dei Proud Boys per «cospirazione sediziosa». Una successiva sentenza del 5 settembre 2023, condanna Tarrio a 22 anni di reclusione per il ruolo primario avuto nella organizzazione e direzione dell'assalto al Campidoglio del 6 gennaio 2021.